# Nieuwstraat 11 (Brügge)

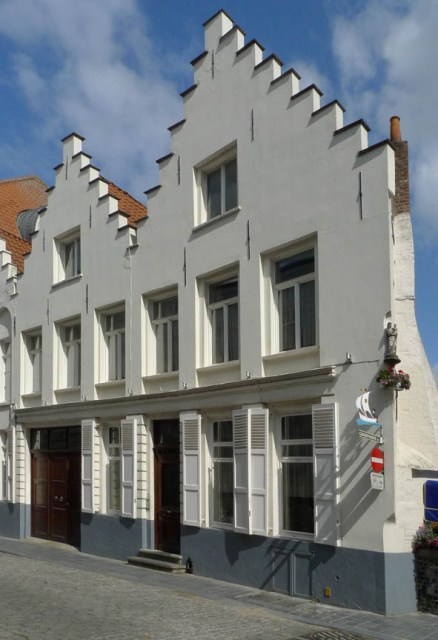
Haus Nieuwstraat 11 im Jahr 2009

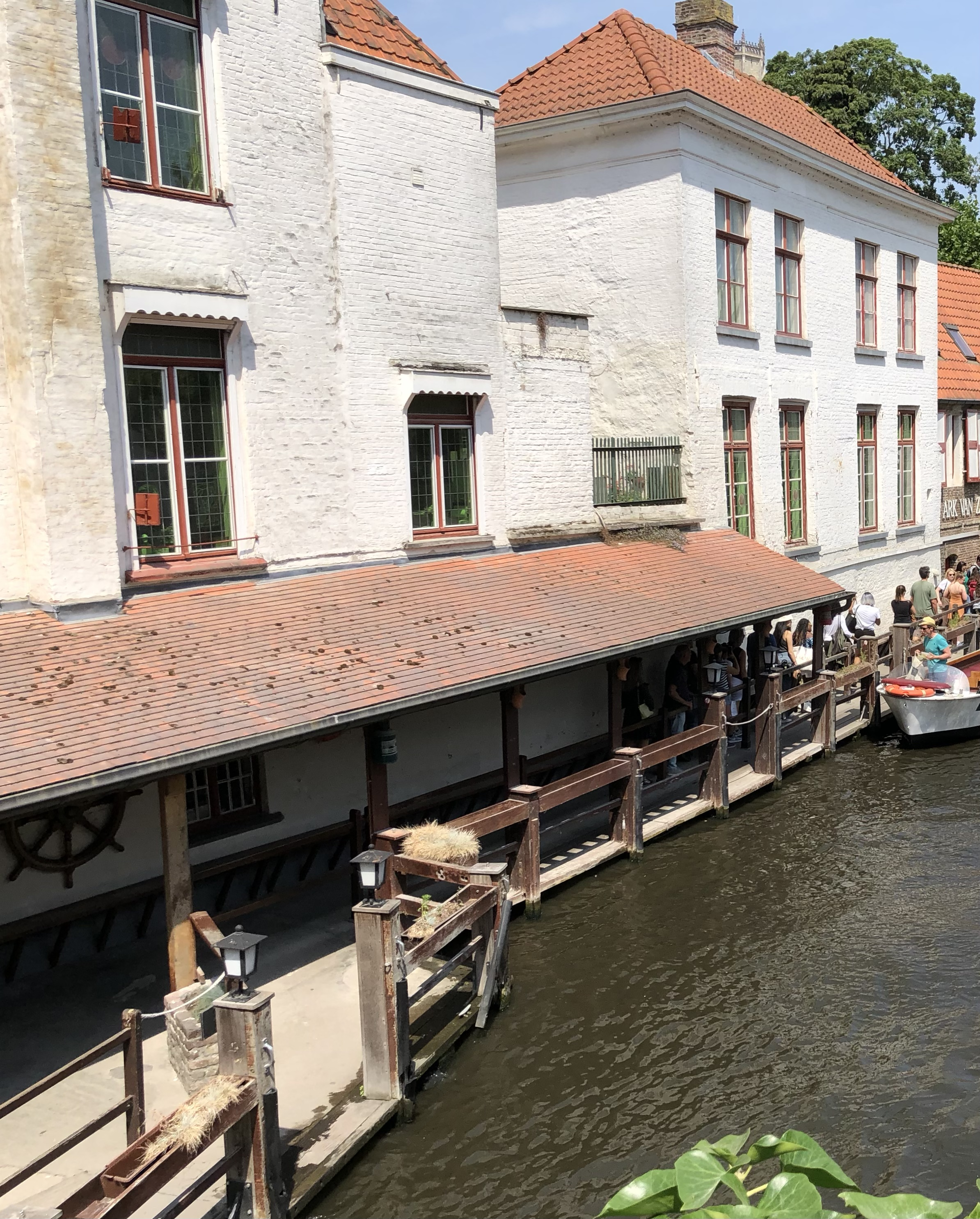
Südostseite zum Kanal Dijver, 2019

Das Gebäude Nieuwstraat 11 ist ein denkmalgeschütztes Haus in Brügge in Belgien. Bekannt ist es als ein Abfahrtspunkt für touristische Bootsfahrten durch die Kanäle der Brügger Altstadt.

## Lage
Das Gebäude befindet sich im südlichen Teil der Altstadt von Brügge, auf der Ostseite der Nieuwstraat in einer Ecklage am nordwestlichen Ufer des Kanals Dijver an dem ein langer Bootsanlegesteg besteht. Sowohl nach Norden als auch nach Osten grenzt das Grundstück des gleichfalls denkmalgeschützten Hauses Nieuwstraat 9 an.

## Architektur und Geschichte
Nach Südwesten zur Straße hin befinden sich zwei jeweils dreiachsige, giebelständige zweigeschossige Häuser. Sie gehen auf das 17. Jahrhundert zurück, ihr heutiges Erscheinungsbild entstand nach Umbauten im 19. Jahrhundert. Sie sind verputzt und werden horizontal durch eine doppelte Profilleiste gegliedert. Die rechte Ecke ist abgeschrägt. Oberhalb des Erdgeschosses befindet sich an dieser Ecke eine Statue der Jungfrau Maria. Die Fensteröffnungen sind hochkantrechteckig ausgeführt. Am Erdgeschoss befinden sich Fensterläden. Bekrönt werden die Gebäudeteile jeweils von einem Stufengiebel, wobei der linke sechs und der rechte acht Stufen hat und jeweils ein Aufsatz besteht.
Nach Südosten zum Kanal hin ist das Haus fünfachsig. Die Backsteinfassade ist verankert. Es bestehen hohe Schornsteinschächte. Außerdem sind historische Rollladenkästen erhalten.
Bedeckt sind die Gebäude mit Satteldächern, die mit flämischen Ziegeln eingedeckt wurden.
Weiter östlich am Kanal entlang befindet sich ein weiterer zweigeschossiger Gebäudeflügel. Er ist vierachsig ausgeführt und wird von einem Walmdach bedeckt, welches auch mit flämischen Ziegeln versehen ist.
Das Gebäude wird seit dem 14. September 2009 als architektonisches Erbe geführt. Das Grundstück umfasst eine Fläche von 197 m².